# Томас Єпес
Томас Єпес також Томаш Йєпес (ісп. Tomás Yepes 1595–1674, Валенсія) — іспанський майстер натюрмортів доби бароко.

## Маловідома біографія
Про цього художника, майстра натюрмортів, збережено мало достовірних відомостей. Історик Альфонсо Перес Сенчес вважав, що Томаш Йєпес і Томас Єпес (Hiepes) — она і та ж особа, позначена у переліку художників Гільдії міста Валенсія. Він став членом гільдії з 1616 року.
1630 року його згадано у декількох нотаріальних документах. Серед них і неприємний — сестра художника, яка володіла кондитерською крамничкою і через суд намагалась забрати у нього борг. Томас Єпес пояснював, що повної суми не мав на той час і пропонував віддати частину боргу власними картинами релігійного характеру.
Відомо, що він купував фрукти, котрі були для нього необхідним реквізитом-моделями для створення натюрмортів. Серед збережених картин перші датовані 1642 роком, хоча зрозуміло, що картини він почав створювати набагато раніше.
1655 року про художника згадав Марко Антоніо Орті у книзі з описом урочистостей з дня дворічної канонізації Сан Вісенте Феррерського. З цього приводу художник створив декілька натюрмортів (і релігійних образів, котрі розмістили у монастирі Санто-Домінго, що підвищило його авторитет як місцевого художника.

## Жанрове коло його творів
Стилістика його ранніх творів вказує на наближеність до картин художника Хуана ван дер Хамена (Juan van der Hamen, 1596—1631). Натюрморти цього періоду прості за композиціями, вази з квітами чи фрукти розташовані симетрично. Всі речі ретельно розташовані на столі, вкритому скатертиною з мереживом. Незважаючи на симетрію і нескладні речі натюрмортів, вони справляють приємне, майже святкове враження через різкувате освітлення, яскраві фарби і постійні зусилля митця уникати монотонності і нудьги. Він використовує тропічні квіти і коштовний посуд, серед котрого і порцеляна Делфта, що була рідкісною і коштовною для Іспанії. Частка натюрмортів подана на тлі з пейзажами, що збільшувало художню привабливість творів. Окрім натюрмортів з квітами і фруктами були кухонні і зображення людських фігур. Відома картина з зображенням куточка парка та кімнатним собачкою. Про наближеність до побутового жанру свідчить його картина «Відпочинок птахолова».
Брався митець і за створення натюрмортів типу «Марнота марнот» (Ванітас).

## Обрані твори (галерея)

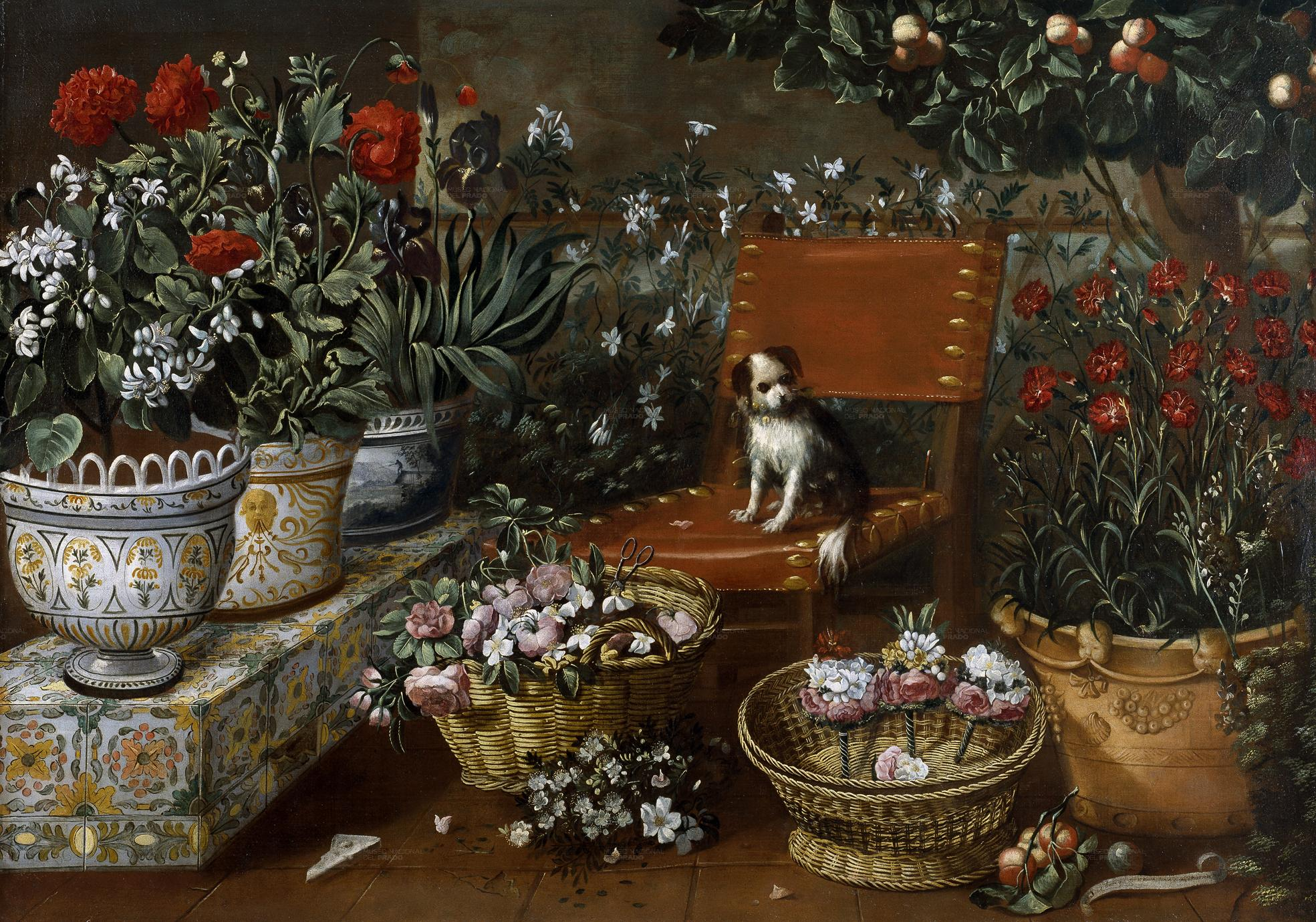
Томас Єпес. «Куточок парка», бл. 1660 р. Національний музей Прадо, Мадрид
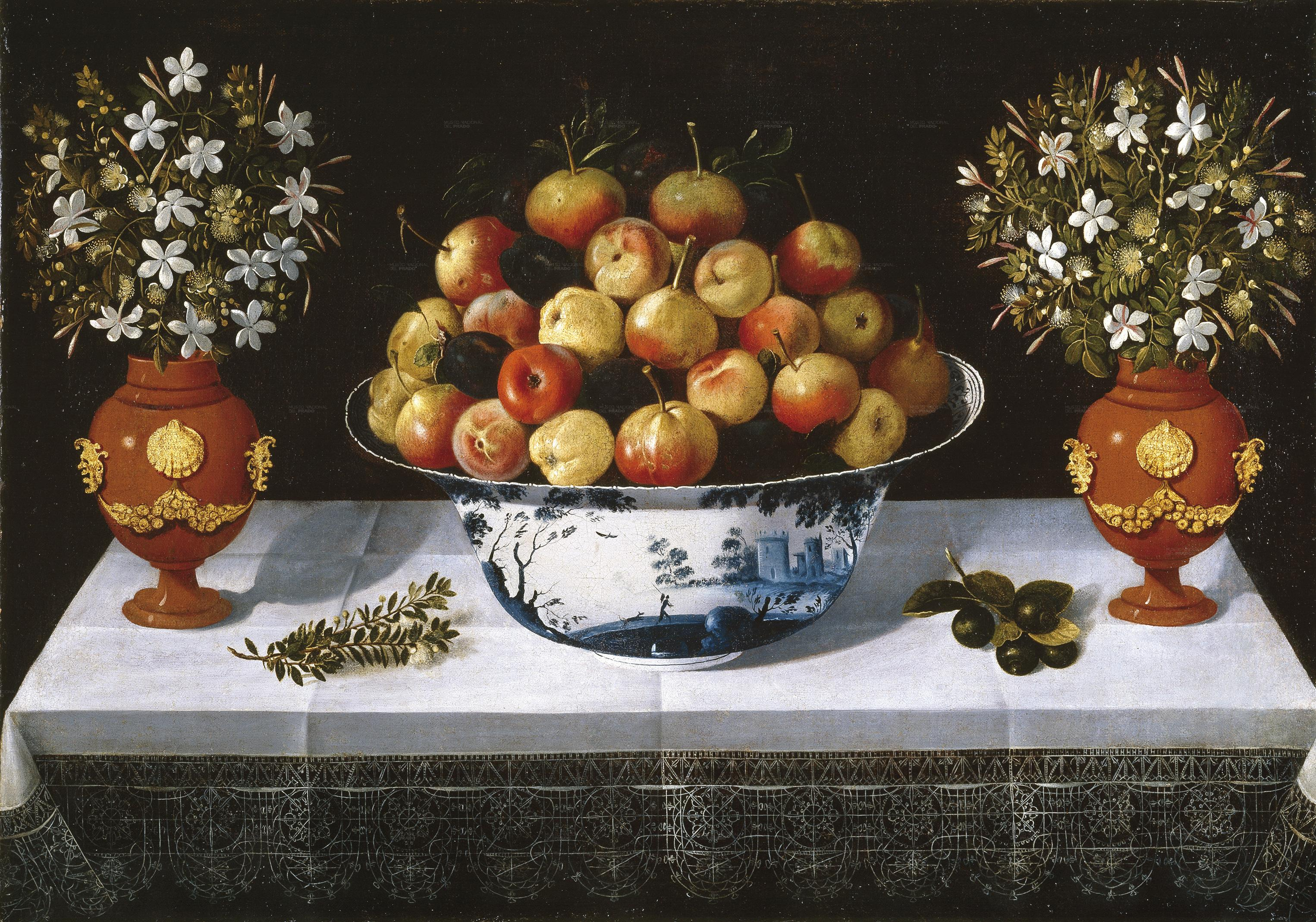
Томас Єпес. «Дві вази з квітами і делфтське блюдо з фруктами», 1642 р., Національний музей Прадо, Мадрид
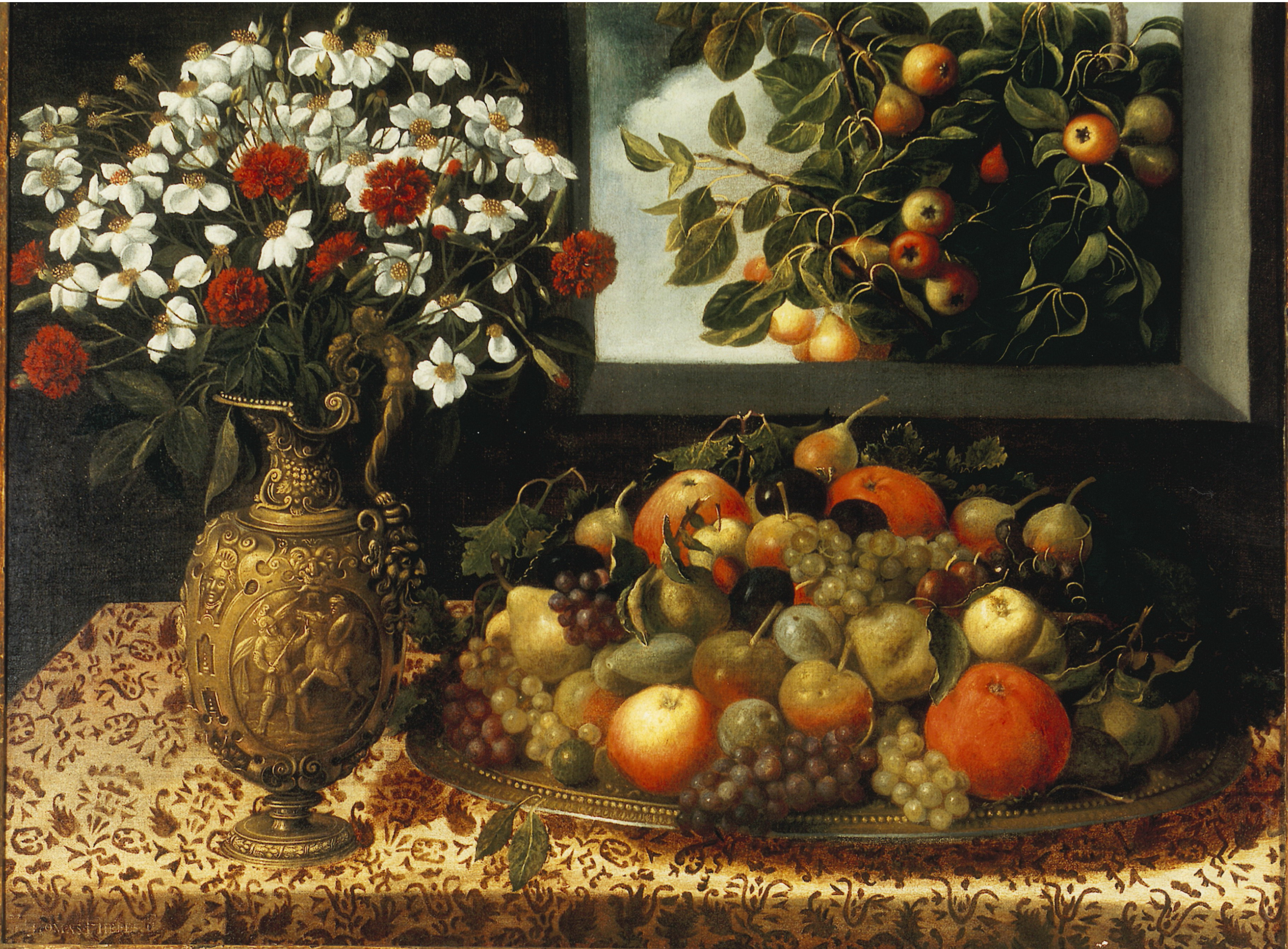
Томас Єпес. «Квіти і фрукти біля вікна з грушевим деревом», бл. 1640 р.
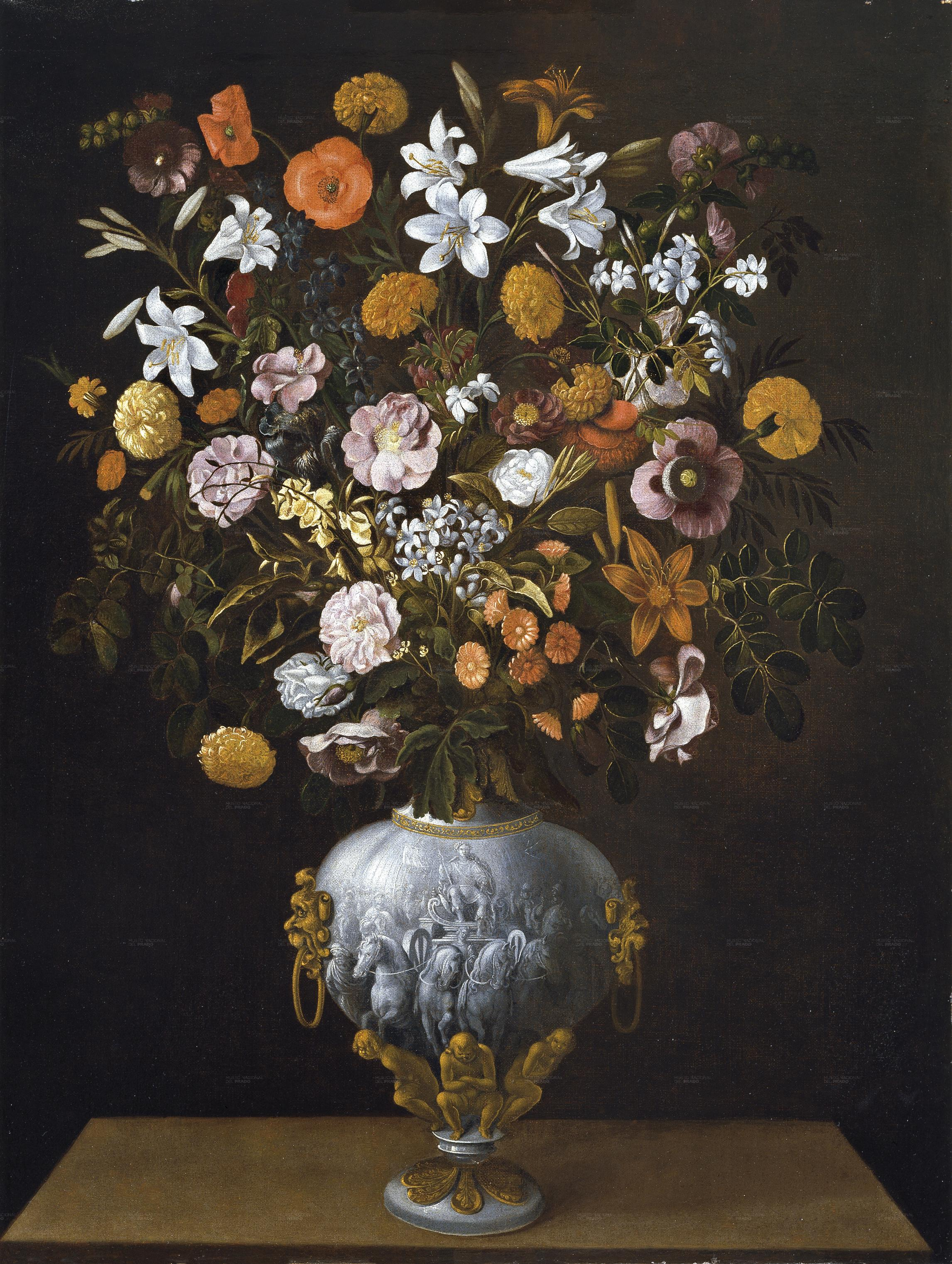
Томас Єпес. «Квіти в коштовній вазі доби маньєризму», 1643 р.
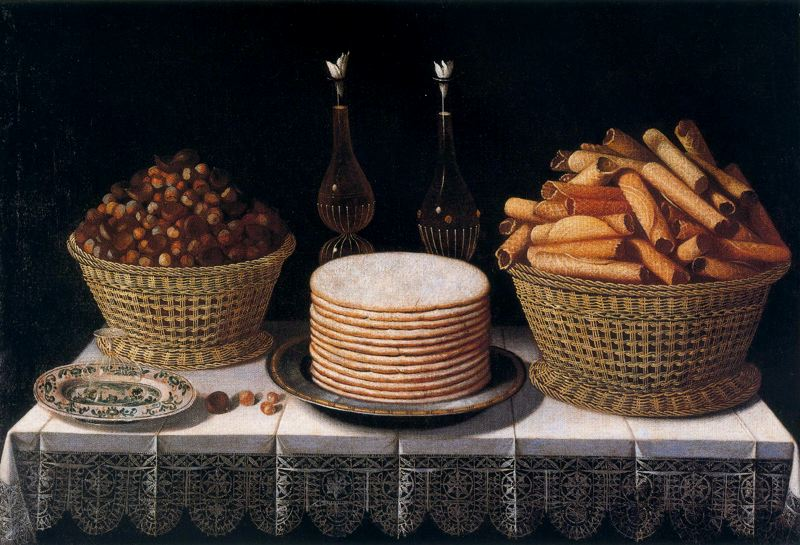
Томас Єпес. «Горіхи і випічка на столі», бл. 1650 р.
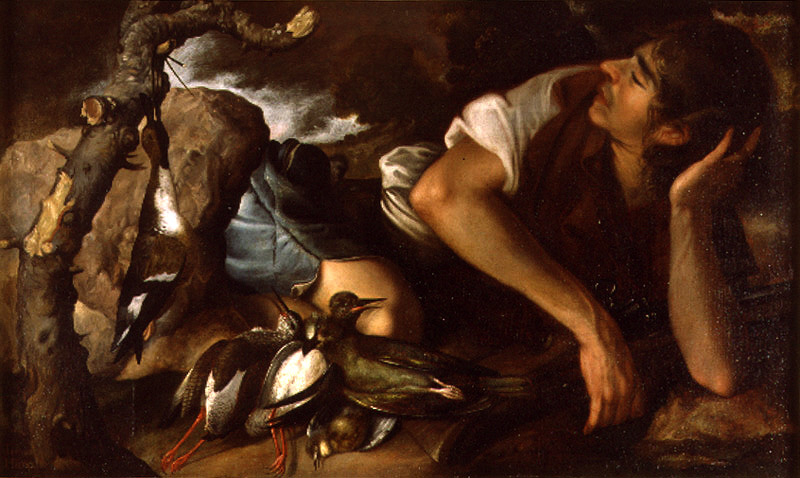
Томас Єпес. «Відпочинок птахолова», бл. 1650 р., Валенсія